# ستاسي شرودر
ناستاسيا بيانكا شرودر (بالإنجليزية: Stassi Schroeder)‏ (مواليد 24 يونيو 1988) شخصية تلفزيونية، مضيفة بودكاست، مدوّنة أزياء، عارضة أزياء ومؤلفة أمريكية. اشتهرت بدورها في المسلسل التلفزيوني الواقعي قوانين فاندربامب (2013).

## روابط خارجية
- ستاسي شرودر على موقع IMDb (الإنجليزية)
- ستاسي شرودر في قاعدة بيانات الأفلام على الإنترنت
- Official site